# USS Richard G. Lugar (DDG-136)
El USS Richard G. Lugar (DDG-136) será el 86.º destructor de la clase Arleigh Burke (Tramo III) de la Armada de los Estados Unidos. Su nombre USS Richard G. Lugar, anunciado el 15 de noviembre de 2019 por el secretario de la Armada Richard V. Spencer, honra a un senador de Indiana y miembro de la US Navy.

## Construcción
El 27 de septiembre de 2018 fue autorizada su construcción, a cargo del Bath Iron Works (General Dynamics) de Bath, Maine.